# Zora pardalis
Zora pardalis är en spindelart som beskrevs av Simon 1878. Zora pardalis ingår i släktet Zora och familjen taggfotsspindlar. Inga underarter finns listade i Catalogue of Life.